# سرگئی اووچینیکوف (بازیکن فوتبال، زاده ۱۹۸۴)
سرگئی اووچینیکوف (روسی: Серге́й Влади́мирович Овчи́нников؛ IPA: [sʲɪrˈgʲej vlɐˈdʲimʲɪrəvʲɪtɕ ɐˈftɕinʲnʲɪkəf]؛ زادهٔ ۷ دسامبر ۱۹۸۴) بازیکن فوتبال اهل روسیه است.
از باشگاه‌هایی که در آن بازی کرده‌است می‌توان به باشگاه فوتبال کراسنودار-۲۰۰۰، باشگاه فوتبال اسپارتاک نعلچیک، باشگاه فوتبال گورنیاک اوچالی، باشگاه فوتبال زسکا خاباروفسک، باشگاه فوتبال اولیس، باشگاه فوتبال ماشوک-کی‌ام‌وی پیتیگورسک، باشگاه فوتبال لوکوموتیو مسکو، و باشگاه فوتبال لوچ ولادی‌وستوک اشاره کرد.